# Campylocera thoracalis
Campylocera thoracalis är en tvåvingeart som beskrevs av Friedrich Georg Hendel 1914. Campylocera thoracalis ingår i släktet Campylocera och familjen Pyrgotidae. Inga underarter finns listade i Catalogue of Life.